# Teresa Almeida
Pour les articles homonymes, voir Almeida (homonymie).
Teresa Patricia Almeida (née le 5 avril 1988) surnommée Bá est une joueuse angolaise de handball. Elle joue pour le club de Petro de Luanda et elle est membre de l'équipe d'Angola de handball féminin. Elle a représenté l'Angola au Championnat du monde de handball féminin 2013 en Serbie et en 2015 au Danemark, ainsi qu'aux Jeux olympiques d'été de 2016.

## Palmarès

### En équipe nationale
Jeux olympiques
- 8e place aux Jeux olympiques 2016

Championnats du monde
- 16e place au Championnat du monde 2013
- 16e place au Championnat du monde 2015
- 15e place au Championnat du monde 2019

Championnats d'Afrique
- Médaille de bronze au championnat d'Afrique 2014
- Médaille d'or au championnat d'Afrique 2016
- Médaille d'or au championnat d'Afrique 2021
- Médaille d'or au championnat d'Afrique 2022
- Médaille d'or aux Jeux africains de 2015.
- Médaille d'or aux Jeux africains de 2019.